# Ely Kinet
Ely Joseph Kinet (Amay, 9 februari 1899 - 18 april 1988) was een Belgisch senator.

## Levensloop
Kinet was een zoon van graanhandelaar Joseph Kinet (1872-1956) en van Marie-Joséphine Legrand (1876-1943). Hij trouwde met Elmire Orban en ze hadden een dochter.
Tijdens de Tweede Wereldoorlog werd hij als politiek gevangene opgesloten.
Hij was graanhandelaar zoals zijn vader en sloot zich aan bij de communistische partij. Van 7 maart tot 13 augustus 1946 was hij korte tijd communistisch provinciaal senator voor de provincie Luik.